# Kamiennik (województwo wielkopolskie)
Kamiennik (pol. hist. Kamieniec, Hamer Kamiennik) – wieś w Polsce położona w województwie wielkopolskim, w powiecie czarnkowsko-trzcianeckim, w gminie Drawsko, nad Miałą, przy drodze wojewódzkiej nr 133.

## Nazwa
Wieś miała dawniej inną nazwę. Pierwotnie była leśną osadą o nazwie „Kamieniec”, która pochodziła od nazwy stawu znajdującego się w tym miejscu. Tam w lokalnej kuźnicy produkowano żelazo z rudy darniowej.  Ze względu na to zaczęto nazywać ją po staropolsku „Hamer Kamiennik”. Pierwsze zachowane historyczne zapisy źródłowe z lat 1564-1565 podają nazwę „na Kamienczu” oraz z 1563 „Hammer Kamiennik”. W okresie zaborów Polski wieś nosiła zgermanizowaną nazwę „Caminchen”.
Możliwe, że miejscowość ma starszą metrykę niż zachowane źródłowe zapisy. Archeolodzy znaleźli bowiem w miejscowości nie datowane ślady osady hutniczej.

## Historia
Miejscowość pierwotnie związana była z Wielkopolską. Istnieje co najmniej od drugiej połowy XVI wieku. W 1580 była częścią wsi Drawsko i leżała w powiecie poznańskim, w starostwie oraz parafii z siedzibą w Wieleniu w Koronie Królestwa Polskiego. Była t.zw. królewszczyzną czyli wsią należącą do królów polskich.
Miejscowość odnotowano również w historycznych rejestrach poborowych. W latach 1564-1565 źródła odnotowały osadę w puszczy nad stawem o nazwie „Kamieniec” przynależną do wsi Drawsko w starostwie wieleńskim. W osadzie było dwóch zagrodników strzegących stawu Kamiennik, którzy byli zobowiązani do robocizny oraz kołodziej płacący czynsz w wysokości jednego florena i 18 groszy. Osada była także lokalnym ośrodkiem smolarskim, znajdował się w niej dół, w którym wyrabiano 3 beczki smoły rocznie, od czego płacono 6 gr od dołu i po 3 grosze od każdej wytworzonej beczki gotowego produktu.
Do czasu rozbiorów leżała w Rzeczypospolitej Obojga Narodów. Wskutek II rozbioru Polski w 1793, miejscowość przeszła pod władanie Prus i jak cała Wielkopolska znalazła się w zaborze pruskim.
W okresie II Rzeczypospolitej oraz w latach 1945–1975 miejscowość administracyjnie należała do województwa poznańskiego, a od 1975 do 1998 do województwa pilskiego.
Legenda mówi, że przejeżdżający tędy żołnierze napoleońscy wracający spod Moskwy zakopali skarby na tzw. Kortaju w okolicy. Żołnierze AK zdobyli wieś w dniu 11 września 1944, unieruchomili młyn i tartak należący do kreisleitera SS z Czarnkowa i zabrali wiele sztuk broni.

## Zabytki i osobliwości

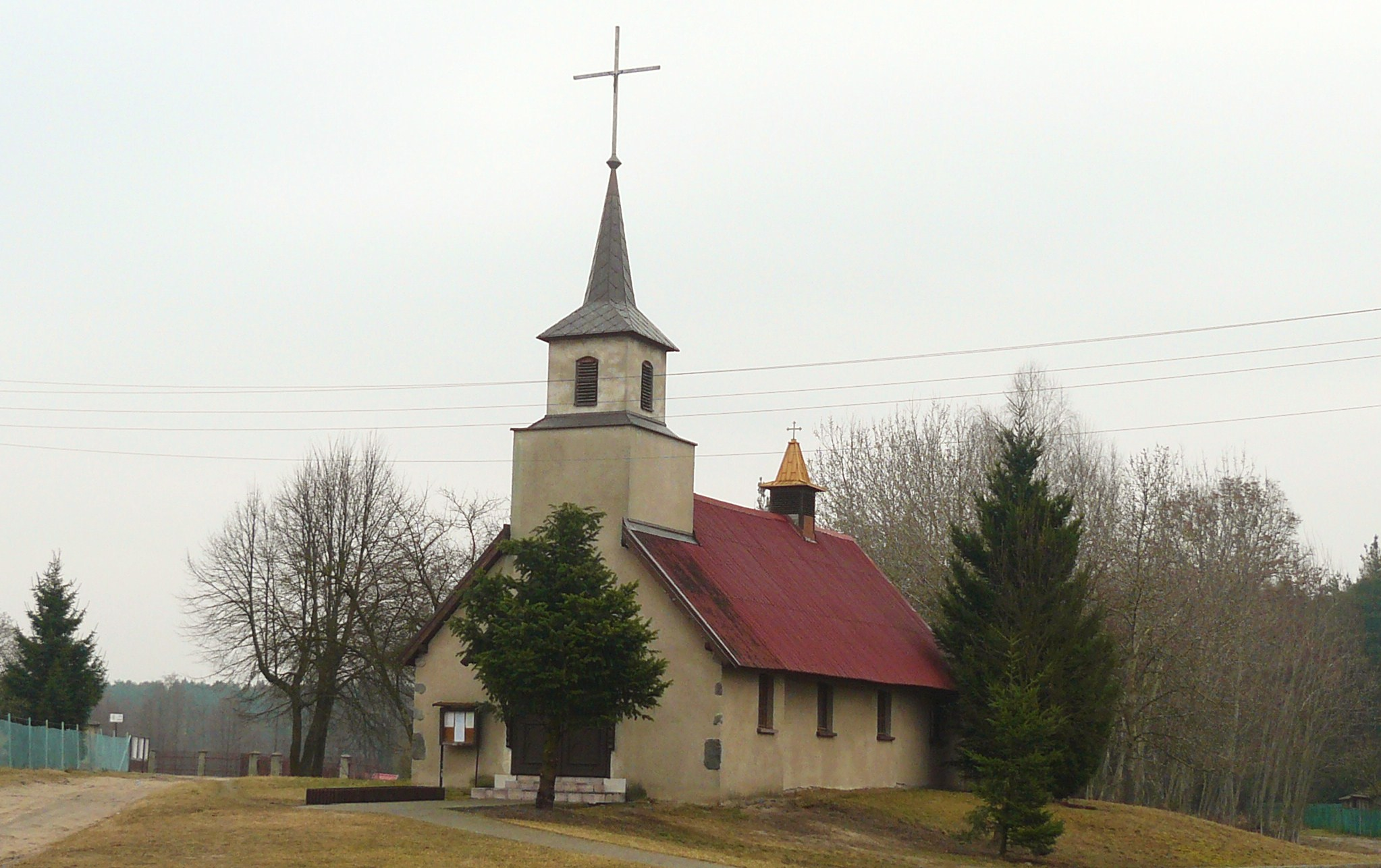
Kaplica św. Piotra z 1997

- kaplica św. Piotra (parafia w Piłce) z 1997, poświęcona 30 maja 2005 przez abpa Stanisława Gądeckiego; wcześniej stał tu drewniany kościół parafialny pw. św. Piotra, przeniesiony do Piłki w latach 1764–1765 przez wojewodę smoleńskiego Piotra Pawła Sapiehę[8]
- dawny młyn wodny, ceglano-drewniany z XIX w.
- staw na rzece Miale
- zabudowania przemysłowe dawnego zakładu drzewnego
- domy szachulcowe (połowa XIX wieku) – nr 11, 49, 55 i najstarszy pod numerem 37 (1. połowa XIX wieku)
- szkoła z 1910
- dąb o obwodzie 460 cm (pod nr 44)
- lipy o obwodzie 430 cm (pod nr 5a)
- most wykonany z kompozytów (włókna szklane zatopione w żywicy) w ciągu drogi wojewódzkiej nr 133 nad Miałą[9]